# Авл Атерний Вар Фонцинал
Авл Атерний Вар Фонцинал (лат. Aulus Aternius Varus Fontinalis; V век до н. э.) — римский политический деятель, консул 454 года до н. э. Единственный фигурирующий в источниках носитель номена Атерний.
Авл Атерний стал консулом вместе со Спурием Тарпеем Монтаном Капитолином. Испуганные судом над консулами предыдущего года, Атерний и Тарпей в конфликте между патрициями и плебсом открыто встали на сторону последнего. Они расширили действие старой нормы, позволявшей консулам наказывать за оскорбления и противодействие их власти, на всех должностных лиц республики, и установили максимальный размер штрафа для таких случаев. После многолетних распрей сенату пришлось согласиться на кодификацию права; споры теперь шли о том, кто именно будет составлять законы — только патриции или и патриции, и плебеи.
После свержения децемвиров плебеи, идя навстречу желанию сенаторов, выбрали Авла Атерния вместе с его коллегой по консульству народными трибунами (449 год до н. э.). В историографии есть разные мнения о том, насколько эти данные источников соответствуют действительности.